# De Tike
De Tike is een dorp in de gemeente Smallingerland, in de Nederlandse provincie Friesland. De plaats ligt ten noordwesten van Drachten, ten noorden van Nijega en de weg N31 en ten zuidoosten van Suameer. De plaats ligt aan de westkant van het meer De Leijen. Op de grens van dorpsgebied loopt de Tikevaart. De Centrale As (N356) loopt langs het dorp, maar nog wel door het gebied waarvan de adressen in de Tike liggen. In 2023 telde het dorp 350 inwoners.
Het dorp wordt volgens het Kadaster en de Nederlandse Taalunie in het Nederlands nog wel eens Tieke genoemd, een oudere benaming. In de praktijk spreekt de media meestal van De Tike in het Nederlands.

## Geografie
De plaats ligt aan de westelijke kant van de Friese Wouden, op de zuidelijke rand van een lage dekzandrug die doorloopt tot aan Suameer. Van oorsprong bestond dit gebied uit veen. Vuursteenvondsten ten noorden en zuiden van de Tike zijn een indicatie dat het gebied al 10.000 jaar bewoond is.
De woningen aan de noordelijke kant van de Susterwei - de even nummers - hebben de postcode van het dorp Suameer. Omdat de weg direct aan de bebouwde kom van De Tike grenst, de oneven huisnummers van de weg wel de postcode van De Tike hebben en de weg veel verder van Suameer af ligt, voelen de bewoners zich meer verbonden met De Tike dan met Suameer. Dit deel wordt ook wel Sumarder Tike (Suameerder Tieke) genoemd, en valt binnen de gemeente Tietjerksteradeel. Suameerder Tieke werd vroeger ook wel als een aparte buurtschap, horende bij Suameer beschouwd. Het deel dat onder de gemeente Smallingerland viel werd in de 18e eeuw Smallinger Tieke genoemd. Het dorp heeft een kleine dorpshaven net buiten het dorpsgebied. De haven heeft verbinding met de Leijen.

## Geschiedenis

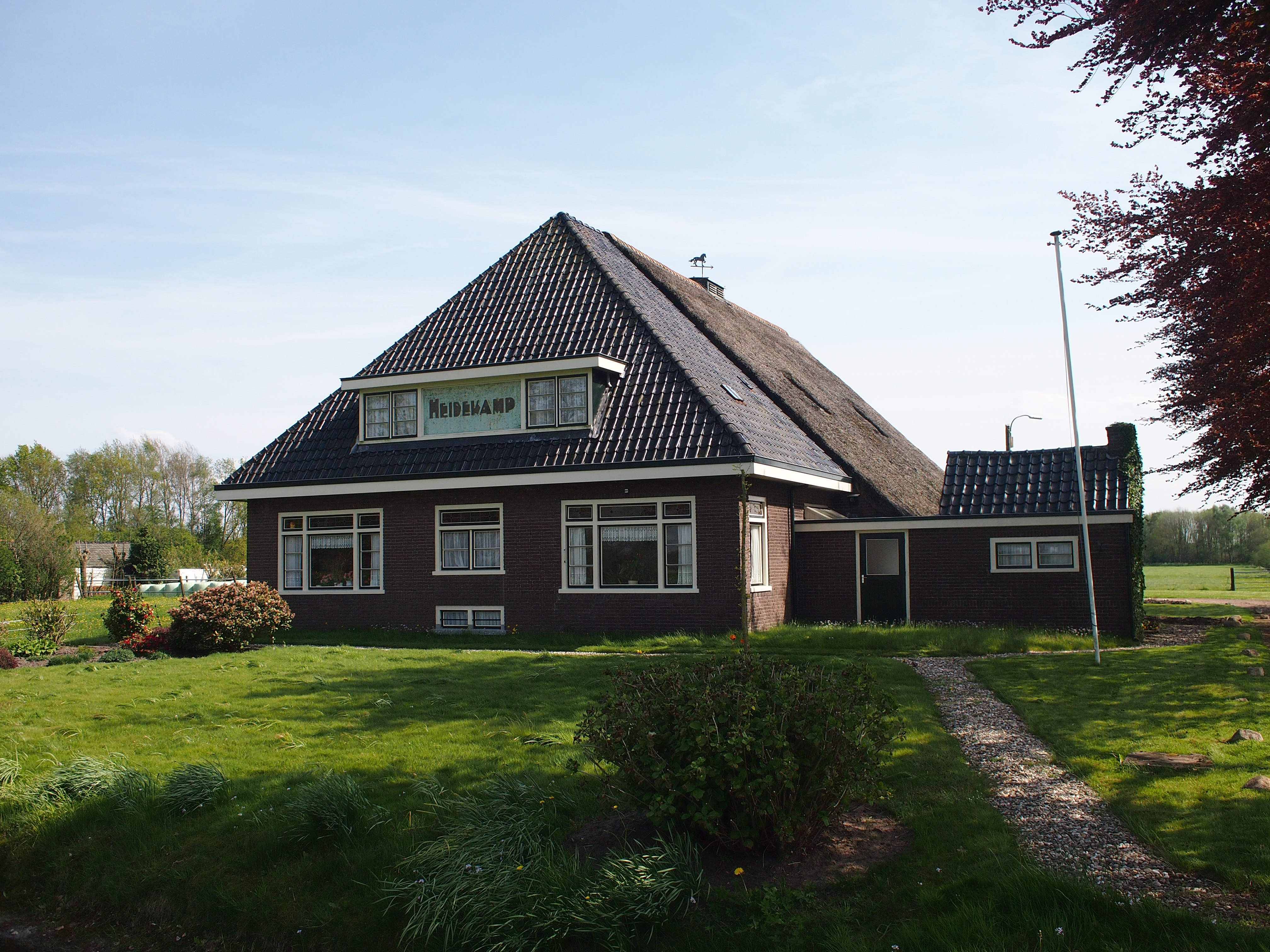
Boerderij, gemeentelijke monument

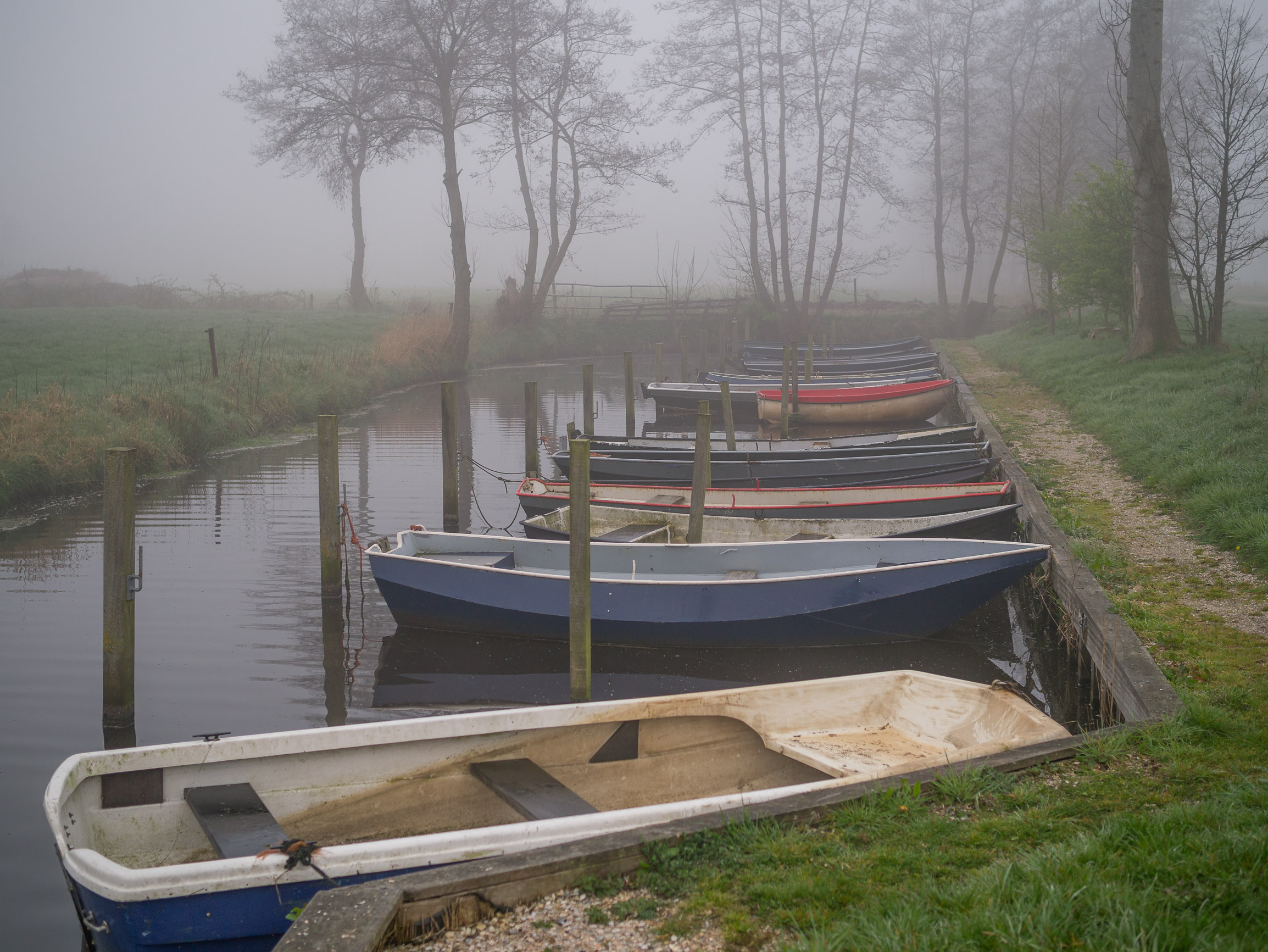
Dorpshaven

De plaats is grotendeels ontstaan, doordat veenarbeiders die betrokken waren bij de vervening van de Leijen en rond 1541 ook het Teeckeveen, in plaggenhutten op de hogere heidegebieden gingen wonen.
In 1543 werd de naam in een akte vermeld als "een stuck leggende opt Theeka. Rond 1700 stonden in de omgeving enkele boerderijen en meerdere plaggenhutten verspreid in het landschap. De plaats was destijds niet meer dan een buurtschap die verdeeld lag tussen Opeinde en Nijega. In 1718 werd de buurtschap vermeld als Tieke.
Het oude veengebied ligt van oudsher op de scheiding van twee grietenijen (later gemeenten), namelijk Smallingerland en Tietjerksteradeel. De grens loopt langs de Susterwei en de Polderdyk. De Susterwei is vernoemd naar de zusters van het vroegere nonnenklooster in Siegerswoude. Deze nonnen liepen hier in de 16e eeuw langs als ze naar de andere kloosters gingen in de omgeving. Deze verbindingsweg liep toen nog dwars door het gebied waar nu de De Leijen ligt. Doordat de buurtschap op de grens lag, viel deze voor het ene deel onder Opeinde en voor het andere deel onder Nijega. Ter onderscheiding werd de laatste ook wel Suameerder Tieke genoemd.
In de 19e en 20ste eeuw werd de buurtschap zowel De Tieke als wel Tieke genoemd. Op kaarten werd Tieke soms wel en soms niet aangegeven, ook werd soms alleen Suameerder Tieke genoemd. In 1962 werd De Sumarder Tike als plaats vermeld in de plaatsenregister.
Over de herkomst van de naam Tike/Tieke bestaat veel onduidelijkheid. Een mogelijkheid zou zijn dat het om de (lokale) Friese aanduiding voor een teek zou zijn, die destijds veel voorkwam in het veengebied. Een andere verklaring is dat de naam afgeleid is van het Oudfriese thëke, wat vertaald kan worden met 'materiaal dat het water bedekt'.
Op 23 oktober 1952 werd officieel de status van dorp verkregen en is op advies van de Fryske Akademy de naam gewijzigd in De Tike.

## Bevolkingsontwikkeling
| 1999 | 2002 | 2003 | 2004 | 2010 | 2014 | 2017 | 2019 | 2021 | 2023 |
| ---- | ---- | ---- | ---- | ---- | ---- | ---- | ---- | ---- | ---- |
| 360  | 359  | 356  | 352  | 328  | 316  | 311  | 326  | 335  | 350  |

## Sport
De gymnastiekvereniging Toneo werd opgericht in 1966 en heeft leden uit de Tike, Oudega en Nijega. Hetzelfde geldt voor de voetbalvereniging ONT, die vier jaar eerder was opgericht. Verder is er nog een biljartvereniging in het dorp zelf.

## Cultuur
Het dorp heeft een dorpshuis, Dorpshuis De Tike. Een keer in de drie jaar is er een groot dorpsfeest van enkele dagen. In 1938 werd er een fanfare opgericht maar in 1979 werd deze omgezet naar een brassband, Soli Deo Gloria.
Er is een toneelvereniging en een dorpskrant, De Heidehipper. Deze komt vier keer per jaar uit.

## Onderwijs
Het dorp had tot einde van het schooljaar 2018/19 een basisschool, De Gielguorde geheten. De school moest echter sluiten doordat er nog maar 23 leerlingen waren op de school. Tot de laatste schooldag bleef het onduidelijk of de school moest sluiten of niet.